# A Horse on Sophie
A Horse on Sophie è un cortometraggio muto del 1914 diretto da Roy Clements. Fa parte di una serie di western di genere comico prodotti dalla Essanay negli anni dieci che avevano come protagonisti i personaggi di Slippery Slim, Mustang Pete e Sophie Clutts, interpretati, rispettivamente, da Victor Potel, Harry Todd e Margaret Joslin.

## Produzione
Il film fu prodotto dalla Essanay Film Manufacturing Company. Venne girato a Niles. Gilbert M. 'Broncho Billy' Anderson, fondatore della casa di produzione Essanay (che aveva la sua sede a Chicago), aveva individuato nella cittadina californiana di Niles il luogo ideale per trasferirvi una sede distaccata della casa madre. Niles diventò, così, il set dei numerosi western prodotti da Anderson.

## Distribuzione
Distribuito dalla General Film Company, il film - un cortometraggio di una bobina - uscì nelle sale cinematografiche USA il 19 novembre 1914.